# Zボーイズ
Zボーイズ（ゼット・ボーイズ、Z BOYS）とは、カルロス・サラテ、アルフォンソ・サモラの2人のメキシコ人プロボクサーのニックネーム。共に名伯楽アルトゥーロ・エルナンデス門下で ボクシングを学び、軽量級とは思えぬ高いKO率で絶大なる人気を博し、Zarate（サラテ）、Zamora（サモラ）の頭文字を取ってZボーイズと呼ばれた。同時期にバンタム級世界王座を獲得し、1970年代の黄金のバンタム級に一時代を築いた。
のちにサモラは、父のサモラ・シニアとエルナンデスとの間での金銭的トラブルからエルナンデス門下を離れることとなり、闘わざるライバルの2人の対戦が実現することとなる。

## 略歴
- カルロス・サラテ（Carlos Zárate Serna、1951年5月23日 - ）
  - 1969年 メキシコ・ゴールデン・グローブ優勝。
  - 1970年2月2日 プロデビュー。
  - 1976年5月8日 WBC世界バンタム級タイトル獲得。9度の防衛は全てKO。
  - 1988年2月29日 引退。
  - 1994年 国際ボクシング名誉の殿堂博物館に殿堂入り。
  - アマチュア戦績 36戦33勝（30KO、RSC）3敗
  - プロ戦績 70戦66勝（63KO）4敗

- アルフォンソ・サモラ（Alfonso Zamora Quiroz、1954年2月9日 - ）
  - 1972年 ミュンヘンオリンピック出場。バンタム級で銀メダル獲得。
  - 1973年4月16日 プロデビュー。
  - 1975年3月14日 WBA世界バンタム級タイトル獲得。5度の防衛は全てKO。
  - 1980年9月19日 引退。
  - 2005年 世界ボクシング殿堂に殿堂入り。
  - アマチュア戦績 55戦54勝（45KO、RSC）1敗
  - プロ戦績 38戦33勝（32KO）5敗

## Zボーイズ対決
1977年4月23日、アメリカ、カリフォルニア州のイングルウッドフォーラムにて、WBA世界バンタム級王者サモラと、WBC世界バンタム級王者サラテが対戦。「The Battle of the Z Boys」と銘打たれたこの試合はWBAもWBCも特別な理由を告知することなく統一戦とは認めなかったためノンタイトル10回戦で行われた。サモラのここまでの戦績は29戦全KO勝利というパーフェクトレコード。対するサラテも45戦全勝44KOと遜色のないレコード。高いKO率を誇る無敗の同級世界王者同士のライバル対決に世界の注目が集まった。
試合開始から激しくパンチを交換し、1R、2Rと互角の打ち合いを展開していたが、パンチの的確さとディフェンスで上回るサラテが次第に試合を支配。3R終了間際にコンビネーションを浴びたサモラが最初のダウンを喫すると、立ち上がったところを連打に晒されダメージを追加される。ここは辛くもゴングに救われたが4R開始早々に再びダウンを奪われると試合は一方的な展開に。さらに連打を浴び3度目のダウンを喫したところでセコンドのサモラ・シニアがタオルを投入し、30戦目でWBA王者のパーフェクトレコードが破られた。